# Жун (повіт, Гуансі)
22°52′00″ пн. ш. 110°33′00″ сх. д. / 22.866666666667° пн. ш. 110.55° сх. д.
Жун (кит. 容县, пін. Róng Xiàn) — один із повітів КНР у складі префектури Юйлінь, Гуансі-Чжуанський автономний район. Адміністративний центр — містечко Жунчжоу.

## Географія
Жун у середньому розташовується на висоті близько 76 метрів над рівнем моря, лежить у горах Дажуншань.

### Клімат
Повіт знаходиться у зоні, котра характеризується вологим субтропічним кліматом. Найтепліший місяць — липень із середньою температурою 28 °C. Найхолодніший місяць — січень, із середньою температурою 12,8 °С.
| Клімат повіту Жун                                  | Клімат повіту Жун | Клімат повіту Жун | Клімат повіту Жун | Клімат повіту Жун | Клімат повіту Жун | Клімат повіту Жун | Клімат повіту Жун | Клімат повіту Жун | Клімат повіту Жун | Клімат повіту Жун | Клімат повіту Жун | Клімат повіту Жун | Клімат повіту Жун |
| Показник                                           | Січ.              | Лют.              | Бер.              | Квіт.             | Трав.             | Черв.             | Лип.              | Серп.             | Вер.              | Жовт.             | Лист.             | Груд.             | Рік               |
| Середній максимум, °C                              | 17,3              | 19,1              | 21,7              | 26,5              | 30,2              | 31,9              | 32,9              | 32,9              | 31,5              | 28,7              | 24,6              | 19,4              | 26,4              |
| Середня температура, °C                            | 12,8              | 14,8              | 17,7              | 22,4              | 25,7              | 27,3              | 28                | 27,8              | 26,5              | 23,6              | 19,2              | 14,5              | 21,7              |
| Середній мінімум, °C                               | 9,8               | 11,9              | 15                | 19,5              | 22,7              | 24,5              | 24,9              | 24,7              | 23,2              | 19,9              | 15,6              | 11                | 18,6              |
| Норма опадів, мм                                   | 64.5              | 49.6              | 90.4              | 159.6             | 276.4             | 283.8             | 218.7             | 223               | 135.5             | 64.5              | 57.1              | 43.3              | 1666.4            |
| Вологість повітря, %                               | 76                | 79                | 83                | 82                | 82                | 83                | 81                | 82                | 79                | 73                | 72                | 71                | 79                |
| -------------------------------------------------- | ----------------- | ----------------- | ----------------- | ----------------- | ----------------- | ----------------- | ----------------- | ----------------- | ----------------- | ----------------- | ----------------- | ----------------- | ----------------- |
| Джерело: Дані метеостанції №59452 (КНР, 1991-2020) |                   |                   |                   |                   |                   |                   |                   |                   |                   |                   |                   |                   |                   |